# Пам'ятки Жмеринки
У Жмеринці під охороною держави перебувають 4 пам'ятки архітектури і містобудування, 4 пам'ятки монументального мистецтва і 9 пам'яток історії.

## Пам'ятки архітектури і містобудування
| Пор. № | Найменування пам'ятки  | Датування | Місцезнаходження      | Охоронний номер | Дата та № рішення взяття на облік                   |
| ------ | ---------------------- | --------- | --------------------- | --------------- | --------------------------------------------------- |
| 1      | Залізничний вокзал     | 1904 р.   | просп. Б. Олійника, 1 | 7-Вн/1          | Від 25.12.80 р. № 670                               |
| 2      | Будинок приміських кас | 1904 р.   | просп. Б. Олійника, 1 | 7-Вн/2          | -ІІ-                                                |
| 3      | Будинок гімназії       | 1909 р.   | вул. Коцюбинського,39 | 67-М            | Рішення виконкому облради нар. деп.від 14.02.91 №43 |
| 4      | Костьол св. Олексія    | 1910 р.   | вул. Одеська,71/2     | 68-М            | -ІІ-                                                |

## Пам'ятки монументального мистецтва
| № п/п | Охоронний № | Найменування пам’ятки                                  | Адреса                                        | Дата (епоха)     | Дата відкриття або виявлення | Автори (дослід.)        | Матеріал                | Основні розміри               | Рішення про взяття під охорону |
| ----- | ----------- | ------------------------------------------------------ | --------------------------------------------- | ---------------- | ---------------------------- | ----------------------- | ----------------------- | ----------------------------- | ------------------------------ |
| 1.    | 110         | Пам’ятник О. С. Пушкіну                                | м. Жмеринка, Жмеринська м/р, вул. Кривоноса   | 1799-1837 р. р.  | 1969 р.                      | Київський художній фонд | бетон                   | ск. 2,5 м, пост. 2х1,5х1,5 м  | №291 09.06.1977 р.             |
| 2.    | 109         | Пам’ятник М. Горькому                                  | м. Жмеринка, Жмеринська м/р, вул. Кривоноса   | 1868- 1936 р. р. | 1969 р.                      | Київський художній фонд | бетон                   | ск. 3 м, пост. 2,5х1,1х 0,8 м | №291 09.06.1977 р.             |
| 3.    | 288         | Пам’ятник командиру червоного козацтва В. М. Примакову | м. Жмеринка, Жмеринська м/р, вул. Могилевська | 1898-1937 р. р.  | 1969 р.                      | ск. К. Ф. Грушинський   | ск. з/бетон пост. бетон | ск. 2,8 м, пост. 2,8х1,8х1 м  | №313 10.06.1971 р.             |

## Пам'ятки історії
| № п/п | Охоронний № | Найменування пам’ятки                                                                                                 | Адреса                                              | Дата (епоха)             | Дата відкриття або виявлення | Автори              | Матеріал                  | Основні розміри            | Рішення про взяття під охорону |
| ----- | ----------- | --- | --------------------------------------------------- | ------------------------ | ---------------------------- | ------------------- | ------------------------- | -------------------------- | ------------------------------ |
| 1.    | 257         | Братська могила 142 радянських воїнів, загиблих при звільненні міста                                                  | м. Жмеринка, Жмеринська м/р, вул. Одеська           | 1944 р.                  | 1954 р.                      | Київський худ. фонд | ск. з/бетон, пост.цегла   | ск. 2,2 м,п.1,1х1м         | №313 10.06.1971 р.             |
| 2.    | 258         | Братська могила 712 радянських воїнів, загиблих при звільненні міста                                                  | м. Жмеринка, Жмеринська м/р, вул. Київська          | 1944 р.                  | 1956 р.                      | Київський худ. фонд | ск. з/бетон,пост.камінь   | ск. 2,5 м,п.4х2,2х2,3 м    | №313 10.06.1971 р.             |
| 3.    | 256         | Братська могила 10 тис. радянських військовополонених, розстріляних фашистами                                         | м. Жмеринка, Жмеринська м/р, вул. Миколи Борецького | 1941-44 р. р.            | 1955 р.                      | Київський худ. фонд | ск. з/бетон, пост. цегла  | ск. 2,3 м, п.2,5х2,1х2,1 м | №313 10.06.1971 р.             |
| 4.    | 268         | Пам’ятник 50 радянським воїнам–заводчанам, загиблим на фронтах ВВВ                                                    | м. Жмеринка, Жмеринська м/р, вул. Шекінська         | 1941-45 р. р.            | 1964 р.                      | місцеві майстри     | ск. з/бетон, пост. бетон  | ск. 2,5 м, п.2,5х1,5х1,5 м | №313 10.06.1971 р.             |
| 5.    | 263         | Пам’ятник начальнику локомотивного депо, Герою Радянського Союзу І.Н.Асмолову                                         | м. Жмеринка, Жмеринська м/р, вул. І. Асмолова       | 1905-43 р. р.            | 1952                         | місцеві майстри     | об. гра-ніт, пост. граніт | об.1,5 м, п.1,8х1,8х0,3 м  | №313 10.06.1971 р.             |
| 6.    | 276         | Будинок локомотивного депо, де відбувся страйк залізничників, і на честь 6 – річчя Жовтня був відремонтований паровоз | м. Жмеринка, Жмеринська м/р, просп. Б. Олійника, 5  | 1905 р., 1923р.          | 70 рр., XIX ст.              | невідомі            | цегла                     | об.3812 м3                 | №313 10.06.1971 р.             |
| 7.    | 277         | Будинок вагоноремонтного заводу, де перед робітниками виступали Г.І.Петровський, М.І.Калінін                          | м. Жмеринка, Жмеринська м/р, вул. Шекінська, 2      | 1922, мем. дошка 1969 р. | ІІ пол. XIX ст.              | невідомі            | цегла                     | об. 3612 м2                | №313 10.06.1971 р.             |
| 8.    | 53          | Пам’ятник воїнам – визволителям                                                                                       | м. Жмеринка, Жмеринська м/р, вул. Хосе Діаса        | 1944 р.                  | 1976 р.                      | невідомі            | метал                     | п.1,8х1,5х2,4 м            | №75 20.02.1985 р.              |
| 9.    | 13          | Будинок колишньої гімназії, в якій навчався відомий український письменник Ю. Смолич                                  | м. Жмеринка, Жмеринська м/р, вул. Коцюбинського, 39 | 1913-17 р. р.            | 1909 р.                      | невідомі            | цегла                     | 70х30 м                    | №443 22.12.1997 р.             |

## Галерея

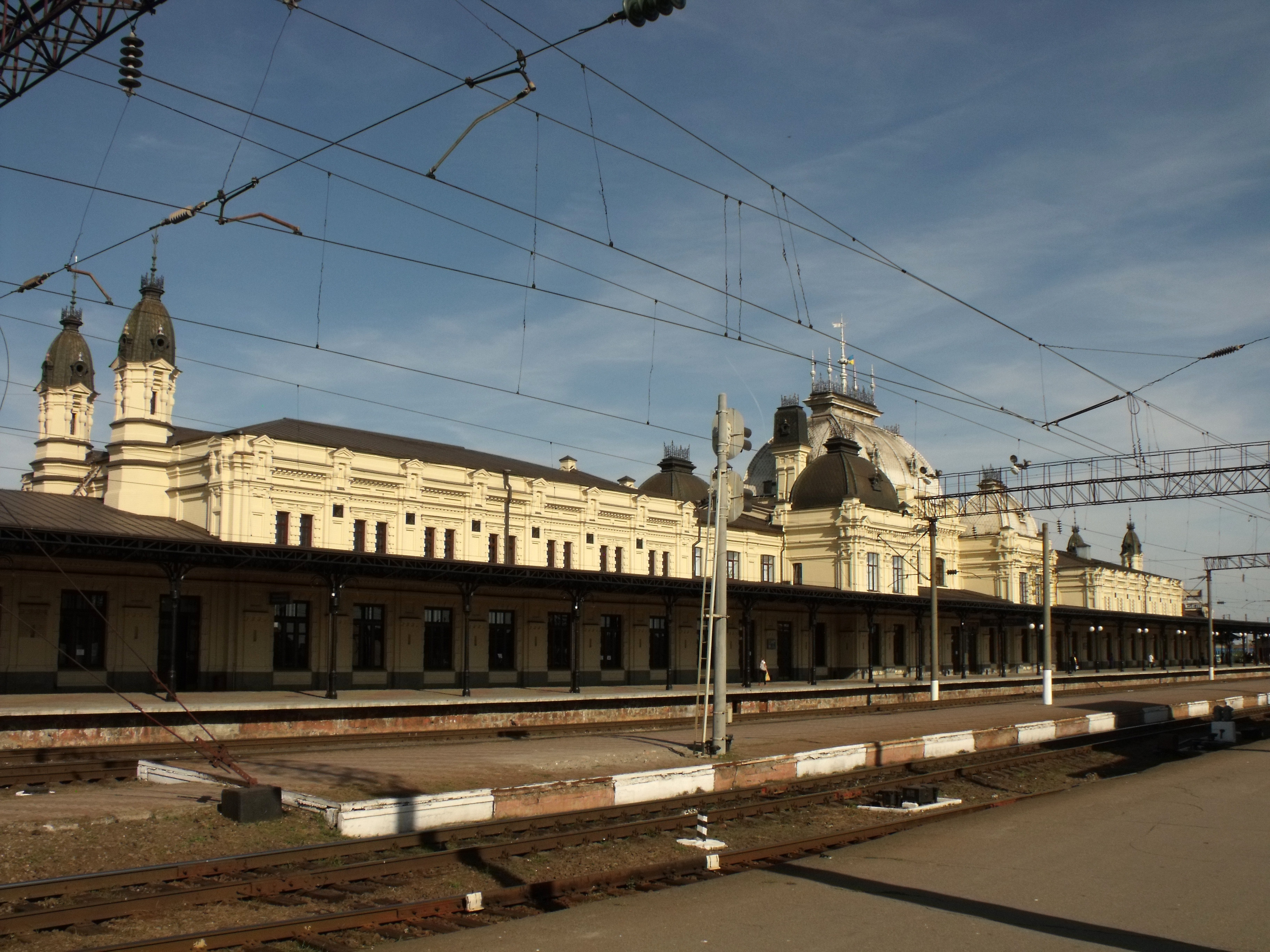
Залізничний вокзал
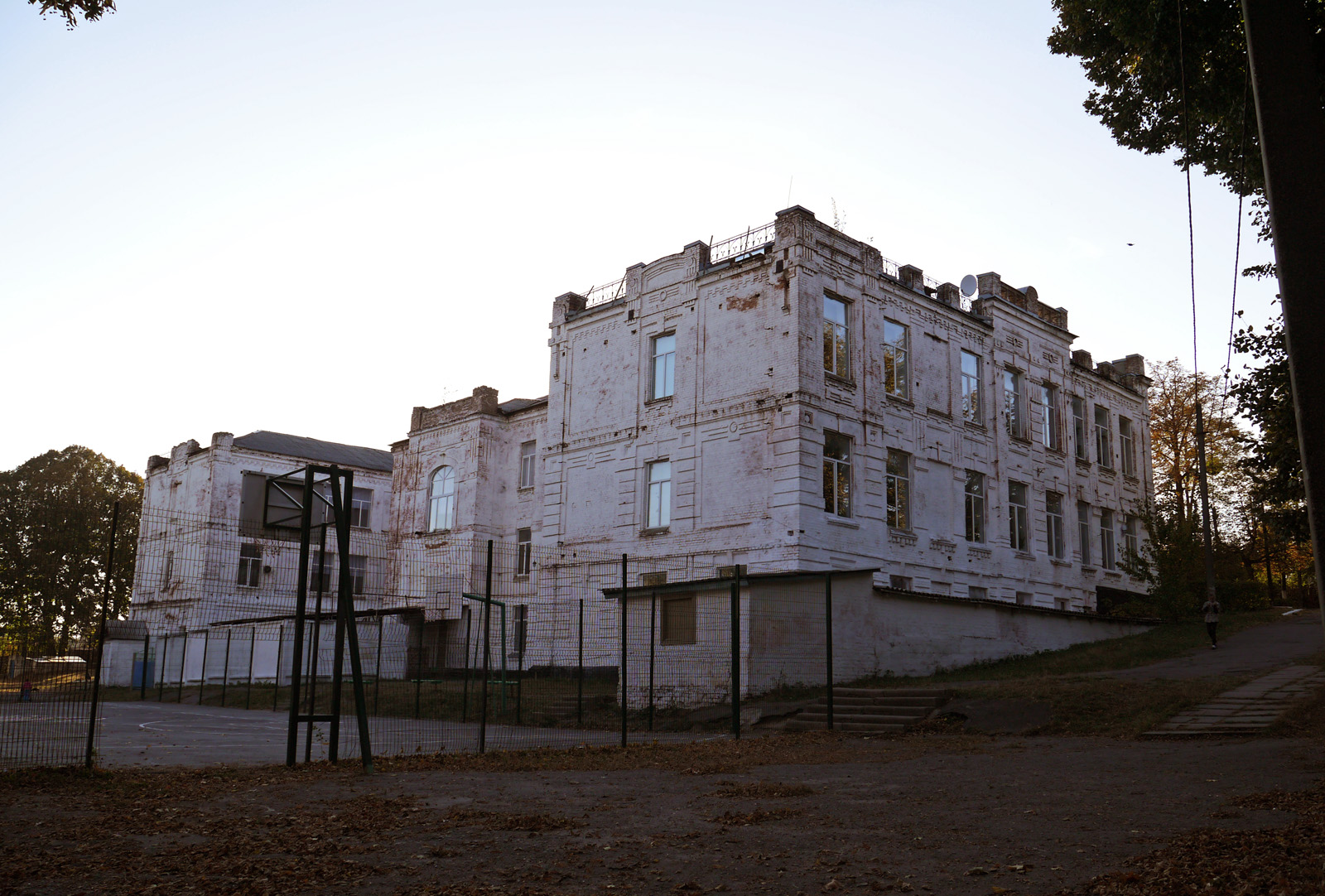
Будинок гімназії
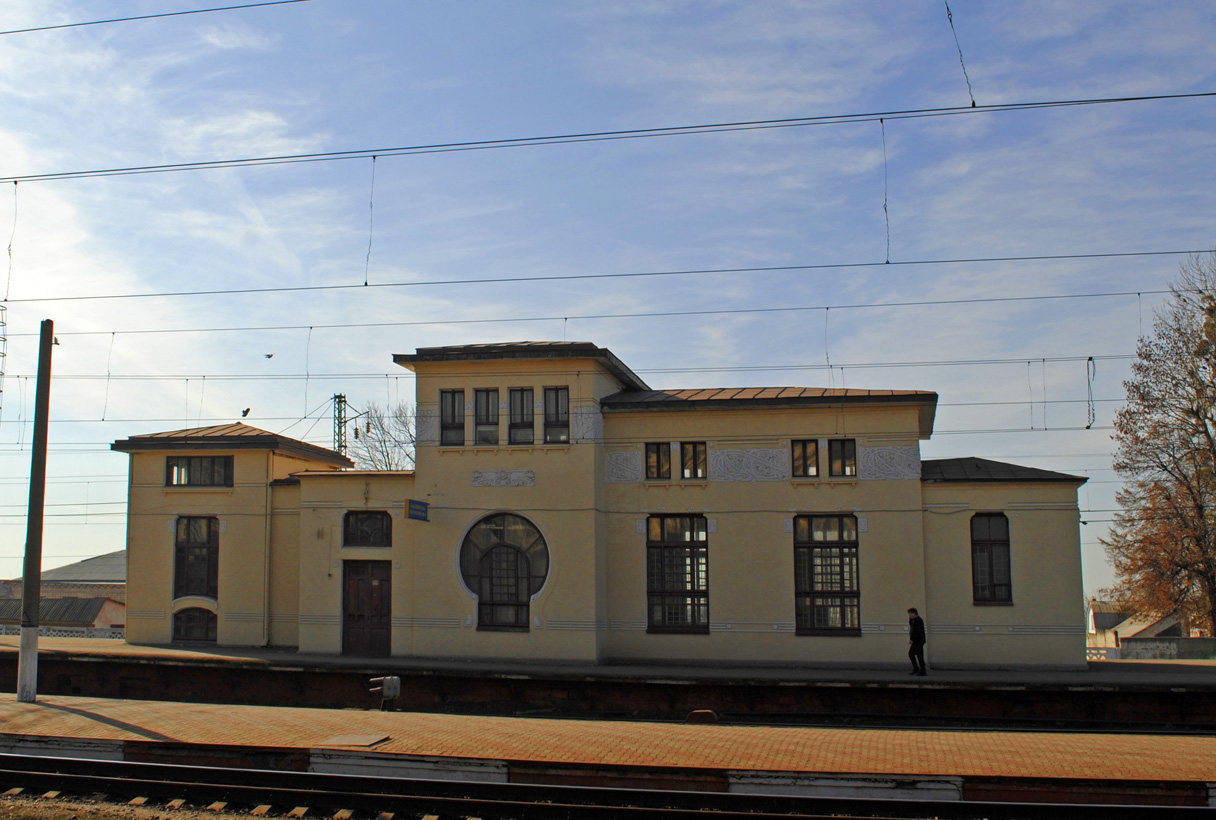
Будинок приміських кас

## Джерело
- Пам'ятки Вінницької області

 Вікісховище має мультимедійні дані за темою: Пам'ятки Жмеринки